# Laura Borden
Pour les articles homonymes, voir Borden.
Lady Laura Borden, née Bond (26 novembre 1861, 7 septembre 1940) était la femme de Sir Robert Laird Borden, 8e premier ministre du Canada.
Elle fut la présidente du Local Council of Women of Halifax jusqu'en 1901, qui œuvrait pour l'amélioration de la condition de la femme au Canada.